# Аксёново (Шарьинский район)
Аксёново — деревня в составе Ивановского сельского поселения Шарьинского района Костромской области России.

## География
Деревня расположена на автодороге Урень — Шарья — Никольск — Котлас Р157.

## История
Согласно Спискам населенных мест Российской империи в 1872 году деревня относилась к 2 стану Ветлужского уезда Костромской губернии. В ней числился 21 двор, проживали 96 мужчин и 100 женщин.
Согласно переписи населения 1897 года в деревне проживало 327 человек (148 мужчин и 179 женщин).
Согласно Списку населенных мест Костромской губернии в 1907 году деревня относилась к Рождественской волости Ветлужского уезда Костромской губернии. По сведениям волостного правления за 1907 год в деревне числилось 66 крестьянских дворов и 466 жителей. Основным занятием жителей деревни был лесной промысел.

## Население
| 2008 | 2010 | 2014 |
| ---- | ---- | ---- |
| 37   | ↘29  | ↘26  |